# Palais Contarini delle Figure
Le palais Contarini delle Figure ou Palazzo Contarini delle Figure est un palais vénitien situé dans le quartier de San Marco et surplombant le Grand Canal entre le palais Mocenigo et le palais Erizzo Nani Mocenigo, en face du palais Civran Grimani.

## Nom
Le bâtiment ajoute le libellé delle Figure à son nom car sous le balcon principal se trouvent deux cariatides représentant des monstres,. Les croyances populaires identifient les deux personnages comme un homme désespéré d'avoir tout perdu au jeu et sa femme furieuse : cette hypothèse n'est pas confirmée par les sources scientifiques,.

## Attribution
Ce bâtiment a fait l'objet de problèmes d'attribution. La plupart des chercheurs attribuent sa paternité à Antonio Abbondi. D'autres, soulignant les similitudes que ce bâtiment a avec le palais Vendramin Calergi, l'attribuent à ce groupe d'artistes qui se sont inspirés de l'œuvre de Mauro Codussi. Les principales similitudes concernent les cartouches polychromes et les colonnes à chapiteaux dans l'ordre classique. Le palais Vendramin Calergi est également une œuvre d'attribution douteuse. Certains ont également pensé aux interventions d'Andrea Palladio, qui se serait toutefois limité à compléter la façade déjà esquissée. L'élément qui suggère le plus une intervention palladienne est le tympan triangulaire qui surmonte le quadrifore central.

## Histoire

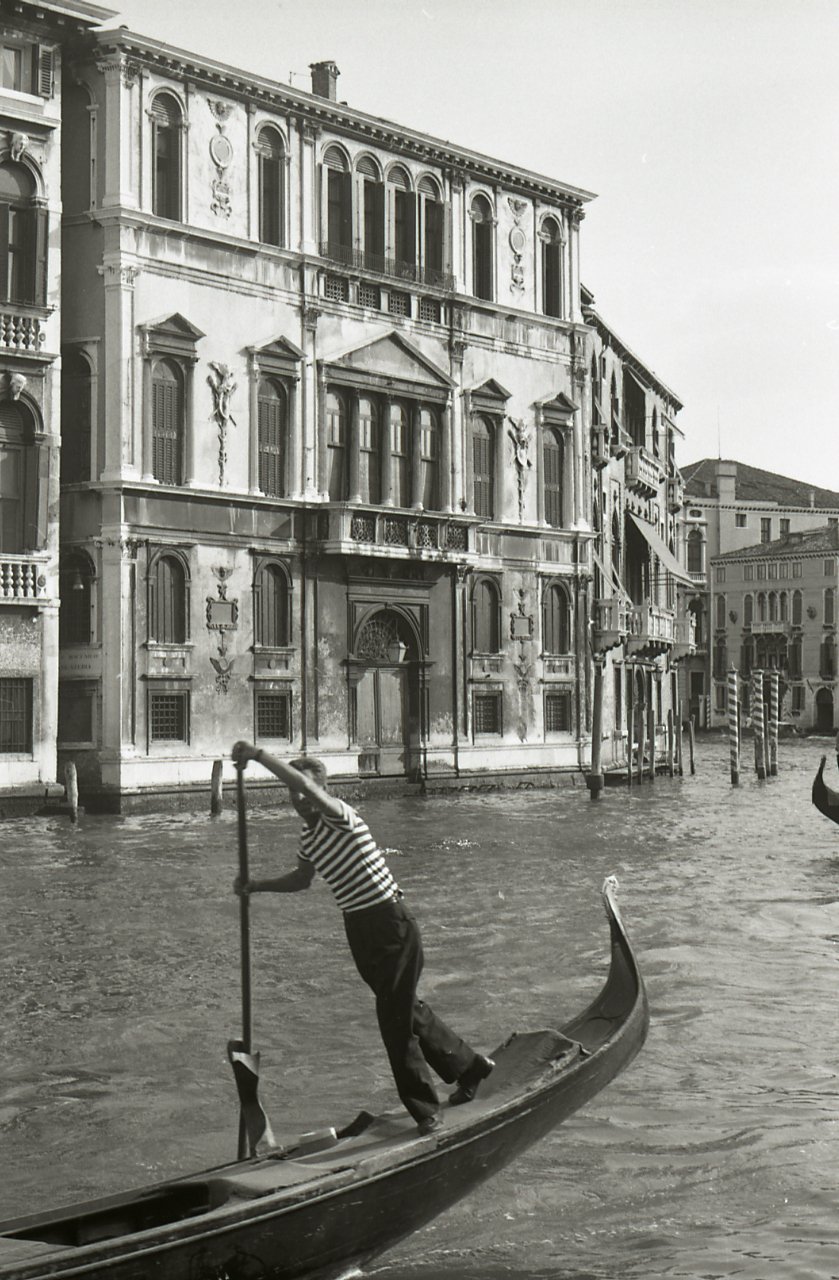
Le palais vu du Grand Canal sur une photo de 1969 de Paolo Monti

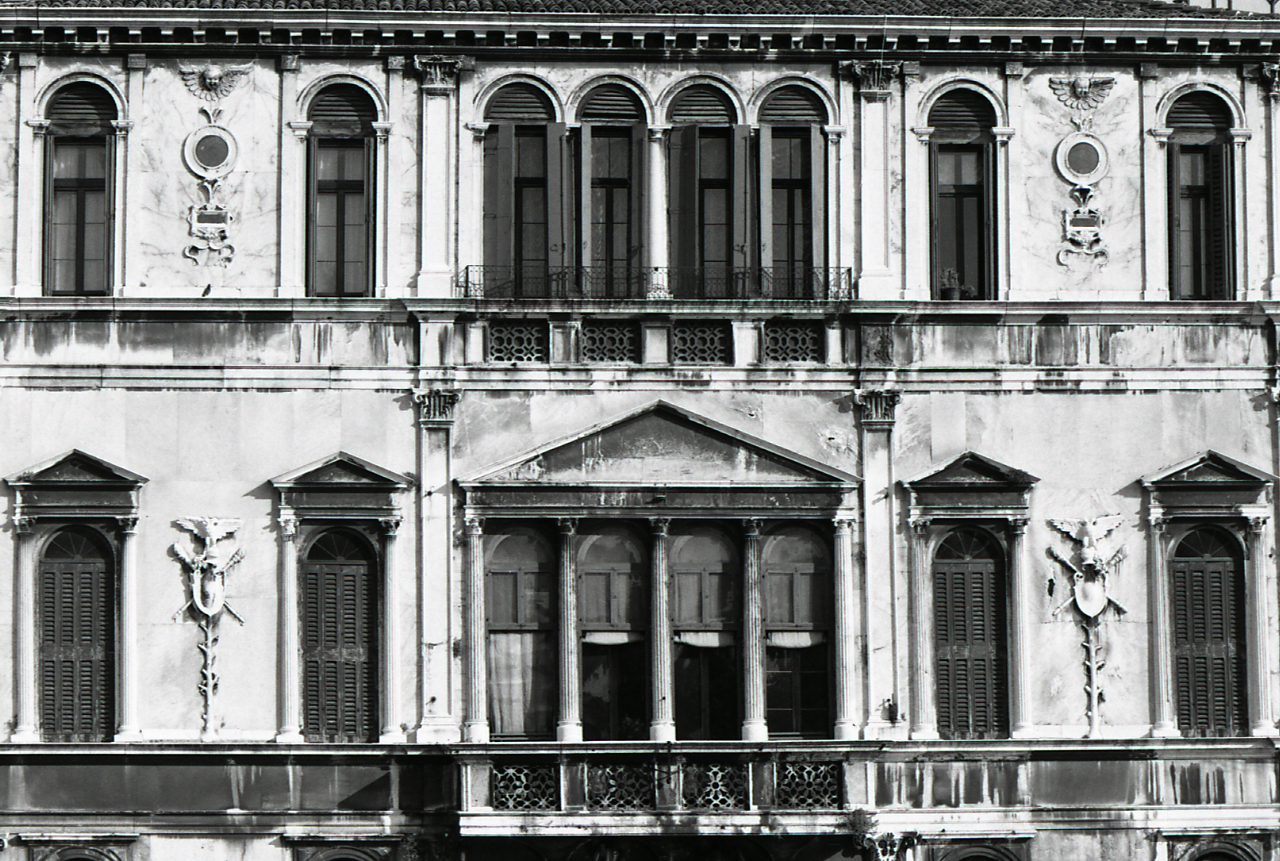
Détail de la façade sur une photo de Paolo Monti de 1977

Le palais a été construit sur ordre de Jacopo Contarini, appartenant à la célèbre et influente famille Contarini, procureur de San Marco. À la place du bâtiment actuel, il y avait un autre palais, construit dans le style gothique, qui appartenait autrefois à la famille Contarini et a ensuite été vendu et racheté par eux. La vente de l'édifice eut lieu vers l'an 1448, tandis que la nouvelle acquisition, un peu plus tardive, eut lieu durant les premières années du XVIe siècle. Le chantier de reconstruction resta ouvert de 1504 à 1546 : Andrea Palladio fut hébergé dans la maison avant que le propriétaire ne s'y installe avec sa famille (1577). Jacopo Contarini l'a choisi comme siège de sa collection d'art. En 1713, Bertucci Contarini, le dernier héritier de la dynastie, fit don de la collection d'art à la collection du palais Ducale. Au XIXe siècle, le manoir est devenu la propriété du marquis Alessandro Guiccioli, dont l'épouse Teresa est connue pour avoir été la dernière des amours vénitiennes de Lord Byron. Le palais Contarini est actuellement encore une propriété privée, mais a été divisé en appartements.

## Architecture
La résidence a été construite dans un style faisant de nombreuses références à l'œuvre d'Andrea Palladio. La façade, qui allie de savants détails décoratifs, soulignés par des chromatismes efficaces, apparaît comme l'une des plus précieuses parmi celles des palais surplombant le Grand Canal, tout en n'ignorant pas la traditionnelle verticalité et tripartition horizontale. Cet effet a quelque peu plu aux critiques contemporains, qui ont pu apprécier le style harmonieusement posé entre néoclassicisme et Renaissance vénitienne. Le rez-de-chaussée présente un grand portail d'eau, flanqué de huit fenêtres à simple ogive disposées sur deux niveaux. L'élément central de la composition est le quadrifore central, ponctué de colonnes corinthiennes cannelées et souligné par le tympan triangulaire, dont le style est une anticipation de l'architecture néoclassique. Ce motif sera en effet repris au XVIIIe siècle par des architectes pré-néoclassiques . On suppose que les chapiteaux pouvaient autrefois avoir été recouverts d'or.